# Crisi degli ostaggi in Iran
La crisi degli ostaggi fu una crisi diplomatico-politica fra gli Stati Uniti e l'Iran, nata in seguito all'occupazione dell'ambasciata statunitense a Teheran da parte di un gruppo di studenti, nel corso della Rivoluzione iraniana, che coinvolse 52 diplomatici americani, tenuti in ostaggio dal 4 novembre 1979 al 20 gennaio 1981.

## Presa dell'ambasciata

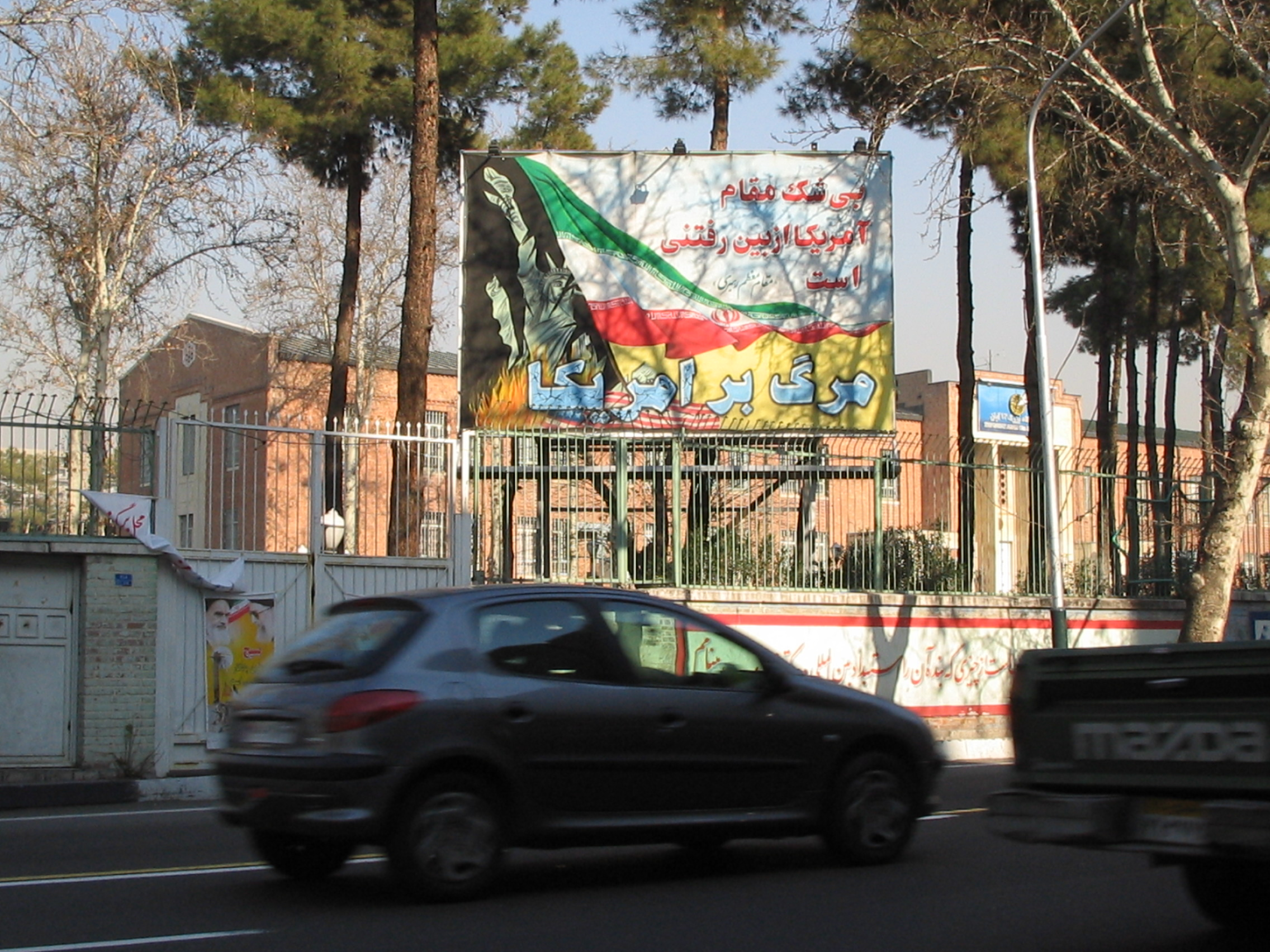
L'ex ambasciata degli Stati Uniti a Teheran

Il Movimento rivoluzionario iraniano, iniziato nel 1978, si affermò all'inizio del 1979 con la partenza in esilio dello scià di Persia Mohammad Reza Pahlavi (gennaio), il ritorno trionfale dell'ayatollah Ruhollah Khomeyni (1º febbraio) e la proclamazione della neutralità delle forze armate (11 febbraio). Seguì una fase convulsa di lotta interna tra le varie componenti rivoluzionarie. I rivoluzionari, temendo che l'ambasciata americana a Teheran stesse tramando per il ritorno dello scià, come già successo nel 1953 quando un colpo di Stato depose il primo ministro Mohammad Mossadeq, la assaltarono una prima volta in febbraio, ma gli occupanti si ritirarono dopo qualche ora di negoziato.
Il 1º novembre 1979 l'ayatollah Khomeini, leader della nascente Repubblica islamica, invitò la popolazione a manifestare contro gli interessi degli americani in Iran, indicati col nome di "Grande Satana", di "nemici dell'Islam" e degli iraniani. Il 4 novembre 1979 un gruppo di 500 studenti (anche se le testimonianze discordano e variano da 300 a 2000) assaltò l'ambasciata. Di lì a poco gli ostaggi, con gli occhi bendati, furono mostrati alle televisioni e vennero avanzate alcune richieste di riscatto, tra le quali quella di estradizione dello scià, nel frattempo recatosi a New York per sottoporsi a un trattamento contro il cancro, perché potesse venire giudicato per "crimini contro il popolo iraniano".
Sei ostaggi riuscirono a fuggire e a trovare rifugio all'interno dell'ambasciata e poi dell'appartamento dell'ambasciatore canadese; successivamente, grazie alla collaborazione del medesimo ambasciatore la CIA fornì loro documenti falsi e poterono lasciare il Paese il 28 gennaio 1980. La decisione di concedere ospitalità ai sei diplomatici americani fu presa dal parlamento canadese, con un provvedimento ad hoc, riunito in seduta segreta per la prima volta dopo la seconda guerra mondiale. Altri tredici ostaggi, donne e afroamericani, furono liberati tra il 19 e il 20 novembre 1979 e un ulteriore ostaggio, malato di sclerosi multipla, fu liberato l'11 luglio 1980.

## Reazione americana

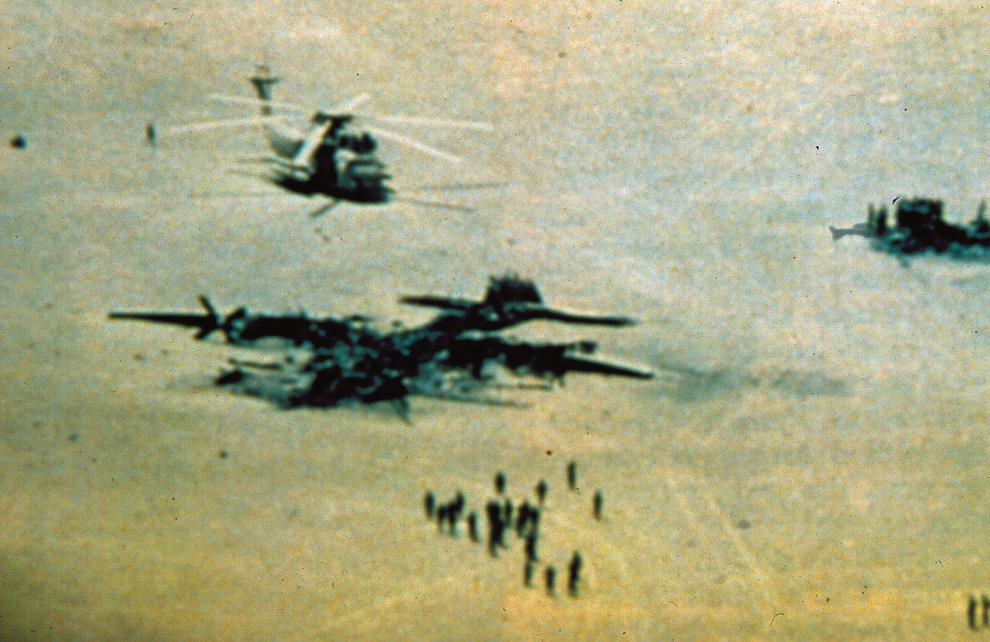
La fallita operazione per liberare gli ostaggi

La popolazione americana reagì con sdegno a un atto di tale ostilità, che fu visto come un oltraggio ai secolari principi del diritto internazionale, i quali garantiscono l'immunità diplomatica all'arresto e l'inviolabilità delle ambasciate ospitate all'interno di uno Stato. Falliti tutti i tentativi di ottenere il rilascio degli ostaggi per via diplomatica, il 24 aprile 1980 gli Stati Uniti tentarono di liberare gli ostaggi con la forza: otto elicotteri militari furono inviati segretamente nel Paese, ma a causa di una serie di eventi imprevisti, tra cui una tempesta di sabbia e lo scontro tra due velivoli, l'operazione denominata Eagle Claw (artiglio dell'aquila) fallì.
Vi fu anche un'imposizione di sanzioni diplomatiche mirate ad ammorbidire le posizioni del nascente regime degli Ayatollah, le quali tuttavia non portarono a grandi risultati. Furono quindi avviate trattative riservate, mediate da altri Paesi musulmani moderati, primo fra tutti l'Algeria. La mancanza di risultati concreti nella risoluzione della crisi causò, nell'opinione pubblica americana, la completa sfiducia verso il presidente Jimmy Carter, la cui popolarità crollò rapidamente, tant'è che nelle successive elezioni presidenziali il repubblicano Ronald Reagan prevalse con un larghissimo scarto di voti.

## Risoluzione della crisi
La liberazione degli ostaggi avvenne, infine, grazie a un accordo favorito dall'Algeria e firmato il 19 gennaio 1981 ad Algeri. Per gli Stati Uniti l'accordo fu negoziato dall'allora vicesegretario di Stato Warren Christopher. L'intesa prevedeva, oltre alla liberazione degli ostaggi, lo scongelamento dei fondi iraniani depositati presso banche americane, bloccati all'indomani dello scoppio della crisi, e la riaffermazione del principio di non ingerenza.
Gli ostaggi furono materialmente liberati il 20 gennaio 1981, immediatamente dopo l'insediamento di Ronald Reagan come presidente degli Stati Uniti. Furono formalmente affidati in custodia all'ambasciata algerina a Teheran che li fece espatriare e li riconsegnò alle autorità statunitensi.